# Papaverales
Papaverales is een botanische naam, voor een orde van tweezaadlobbige planten: de naam is gevormd uit de familienaam Papaveraceae. Een orde onder deze naam wordt zo af en toe erkend door systemen voor plantentaxonomie.
Het Cronquist systeem (1981) erkent inderdaad zo'n orde en plaatst haar in een onderklasse Magnoliidae. Aldaar had zij de volgende samenstelling:
- orde Papaverales
  - familie Fumariaceae
  - familie Papaveraceae

In dat geval komt de plantengroep vrijwel exact overeen met de familie Papaveraceae zoals erkend door de 23e druk van de Heukels en de APWebsite.